# Crevarska Strana
Crevarska Strana es una localidad de Croacia en el municipio de Gvozd, condado de Sisak-Moslavina.

## Geografía
Se encuentra a una altitud de 174 m s. n. m. a 91,8 km de la capital nacional, Zagreb.

## Demografía
En el censo 2011, el total de población de la localidad fue de 166 habitantes.